# Кусярелга
Кусярелга (баш. Күсәр-Йылға) — сезонный водоток, впадает в Утъелгу. Находится в Иткуловском сельсовете Ишимбайского района Башкортостана.
Питается родником и временным притоком. Протекает у безымянной вершины 397. Высота истока около 430 м. Устье в урочище Курьясворт (башк. Күсәрйорт- место, куда переселялись на летовку ).
Находится в горной лесистой местности, без постоянного человеческого присутствия.